# 29 de julho nos Jogos Olímpicos de Verão de 2012
29 de julho de 2012 nos Jogos Olímpicos de Verão de 2012 foi o quinto dia de competições. Foram disputadas 54 provas em 24 esportes, sendo entregues 14 jogos de medalhas.

## Esportes
| - Badminton - Basquetebol - Boxe - Canoagem - Ciclismo - Esgrima | - Futebol - Ginástica - Halterofilismo - Handebol - Hipismo - Hóquei sobre a grama | - Judo - Natação - Polo aquático - Remo - Saltos ornamentais - Tênis | - Tênis de mesa - Tiro - Tiro com arco - Vela - Voleibol - Voleibol de praia |

## Campeões do dia
| Modalidade         | Evento                              | Atleta(s)                                                                                      | País                | Recorde          | Ref.   |
| ------------------ | ----------------------------------- | ---------------------------------------------------------------------------------------------- | ------------------- | ---------------- | ------ |
| Ciclismo           | Corrida em estrada feminina         | Marianne Vos                                                                                   | NED Países Baixos   |                  | [ 2 ]  |
| Esgrima            | Sabre individual masculino          | Aron Szilagyi                                                                                  | HUN Hungria         |                  | [ 3 ]  |
| Halterofilismo     | Até 53 kg feminino                  | Zulfiya Chinshanlo                                                                             | KAZ Cazaquistão     | Recorde olímpico | [ 4 ]  |
| Halterofilismo     | Até 56 kg masculino                 | Om Yun-Chol                                                                                    | PRK Coreia do Norte |                  | [ 5 ]  |
| Judô               | Até 66 kg masculino                 | Lasha Shavdatuashvili                                                                          | GEO Geórgia         |                  | [ 6 ]  |
| Judô               | Até 52 kg feminino                  | Kum Ae An                                                                                      | PRK Coreia do Norte |                  | [ 7 ]  |
| Natação            | 100 m peito masculino               | Cameron van der Burgh                                                                          | RSA África do Sul   |                  | [ 8 ]  |
| Natação            | 4x100 m livre masculino             | Amaury Leveaux Fabien Gilot Clement Lefert Yannick Agnel Alain Bernard[EL] Jeremy Stravius[EL] | FRA França          |                  | [ 9 ]  |
| Natação            | 100 m borboleta feminino            | Dana Vollmer                                                                                   | USA Estados Unidos  | Recorde mundial  | [ 10 ] |
| Natação            | 400 m livre feminino                | Camille Muffat                                                                                 | FRA França          | Recorde olímpico | [ 11 ] |
| Saltos ornamentais | Trampolim 3 m sincronizado feminino | He Zi Wu Minxia                                                                                | CHN China           |                  | [ 12 ] |
| Tiro               | Pistola de ar 10 m feminino         | Guo Wenjun                                                                                     | CHN China           |                  | [ 13 ] |
| Tiro               | Skeet feminino                      | Kimberly Rhode                                                                                 | USA Estados Unidos  |                  | [ 14 ] |
| Tiro com arco      | Equipes femininas                   | Lee Sung-Jin Ki Bo-Bae Choi Hyeonju                                                            | KOR Coreia do Sul   |                  | [ 15 ] |

- EL. ^ Participaram apenas das eliminatórias, mas receberam medalhas

## Líderes do quadro de medalhas ao final do dia
País sede destacado.
| Ordem | País                | Medalha de ouro | Medalha de prata | Medalha de bronze |    |
| ----- | ------------------- | --------------- | ---------------- | ----------------- | -- |
| 1     | CHN China           | 6               | 4                | 2                 | 12 |
| 2     | USA Estados Unidos  | 3               | 5                | 3                 | 11 |
| 3     | ITA Itália          | 2               | 3                | 2                 | 7  |
| 4     | KOR Coreia do Sul   | 2               | 1                | 2                 | 5  |
| 5     | FRA França          | 2               | 1                | 1                 | 4  |
| 6     | PRK Coreia do Norte | 2               |                  | 1                 | 3  |
| 7     | KAZ Cazaquistão     | 2               |                  |                   | 2  |
| 8     | AUS Austrália       | 1               | 1                | 1                 | 3  |
|       | BRA Brasil          | 1               | 1                | 1                 | 3  |
|       | HUN Hungria         | 1               | 1                | 1                 | 3  |
|       |                     |                 |                  |                   |    |
| 16    | GBR Grã-Bretanha    |                 | 1                | 1                 | 2  |

Legenda
| Recorde mundial      | Recorde mundial (World record)               |                       | Recorde africano                      | Recorde africano (African) |                                           | Q | Classificado por posição (Qualified) |
| Recorde olímpico     | Recorde olímpico (Olympic record)            | Recorde da América    | Recorde da América (Americas)         | q                          | Classificado por melhor tempo (Qualified) |   |                                      |
| Melhor marca do ano  | Melhor marca do ano (World leading)          | Recorde asiático      | Recorde asiático (Asian)              | DNS                        | Não largou (Did not start)                |   |                                      |
| Recorde nacional     | Recorde nacional (National record)           | Recorde europeu       | Recorde europeu (European)            | DNF                        | Não terminou (Did not finish)             |   |                                      |
| Recorde pessoal      | Recorde pessoal do atleta (Personal best)    | Recorde da Oceania    | Recorde da Oceania (Oceania)          | DSQ / DQ                   | Desclassificado (Disqualified)            |   |                                      |
| Recorde da temporada | Recorde da temporada do atleta (Season best) | Recorde sul-americano | Recorde sul-americano (South America) | NM                         | Sem marca (No mark)                       |   |                                      |